# Джірайя ґокецу моноґатарі

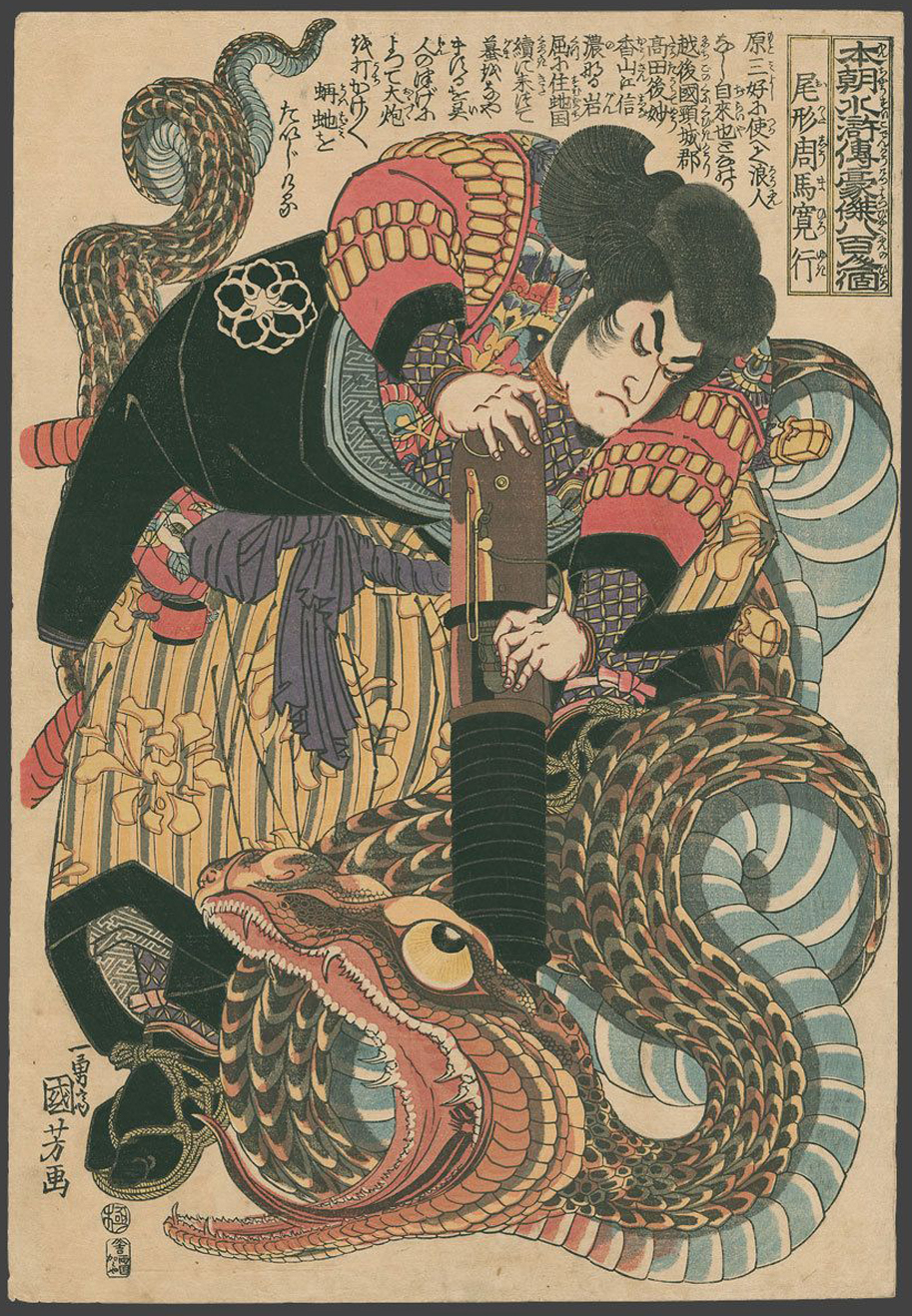
Дзірайя важкою рушнимцею розтрощує величезну змію, полювавшу на жаб. Робота Утаґави Кунійосі

"Запити «Дзірайя», «Цунаде» та «Оротімару» переспрямовані сюди. Про персонажів манґи та аніме «Наруто» див. Джірайя (Наруто), Цунаде (Наруто), Оротімару (Наруто)."
"Сказання про хороброго Дзірайю" (яп. 児雷也 豪傑 譚) – японська серія розповідей, що створювалася різними авторами протягом декількох десятків років в кінці періоду Едо. Головним героєм серії є Дзірайя, ніндзя, який володіє магією та вміє викликати жаб.

## Сюжет
Оґата Сюма Хіроюкі яп. 尾形 周馬 弘行, молодий нащадок могутнього роду з Кюсю, змушений рятуватися втечею після нападу ворогів на зáмок його родини. Опинившися в провінції Етіґо, Оґата, або Дзірайя, становиться злочинцем. Він намагається напасти на безсмертного відлюдника, що живе на вершині гори Мьоко (яп. 妙高山), але той легко уникає нападу. Відлюдник навчає Джірайю викликати жаб – за його запитом жаби збільшуються в розмірах та можуть перевозити великі вантажі, — а також перетворюватися на жабу. Після того Дзірайя стає шляхетним розбійником: разом зі своїми людьми він грабує багатих та допомагає бідним. Він одружується на Цунаде (яп. 綱手), молодій красуні, здатній викликати та перетворюватися на величезного равлика. Пізніше одного з розбійників Дзірайї, Ясяґоро (яп. 夜叉五郎), зачаровує змія, і він отримує здатність перетворюватися в величезну змії. Ясяґоро, або Оротімару (яп. 大蛇丸, від «ороті» – величезний змій), нападає на Дзірайю. Той захищається разом з дружиною, але обидва падають непритомними від зміїної отрути. Інший розбійник, відданий Дзірайї, приходить йому на допомогу. На цьому незавершена історія уривається.
Цікаво відмітити, що основними можливостями чаклунів японці вважали виклик або перетворення в жаб, змій, равликів, птахів або павуків, причому ці здібності сполучувалися як в грі «камінь-ножиці-папір».